# Sindrome dell'angolo pontocerebellare
La sindrome dell'angolo pontocerebellare è un quadro clinico che nella maggioranza dei casi è conseguenza di un neurinoma dell'VIII nervo cranico.

## Evoluzione e quadro clinico
La neoplasia, che origina dalla componente vestibolare del nervo, tende a crescere lentamente nel canale uditivo interno e successivamente invade l'angolo pontocerebellare, delicata area al confine tra cervelletto e tronco encefalico. Clinicamente insorge con una ipoacusia sensoriale, per interessamento dell'VIII nervo. Poi si ha una lesione del VII nervo (facciale) e del V (trigemino). Più tardivamente viene colpito il VI nervo (abducente). Alla fine si avrà atassia per il coinvolgimento del cervelletto e ipertensione endocranica.